# Joie Lee
Joie Susannah Lee, coneguda com a Joie Lee (Brooklin, Nova York, 22 de juny de 1962) és una actriu, guionista,  productora cinematogràfica estatunidenca, germana de Cinqué i Spike Lee, i que ha participat en les pel·lícules She's Gotta Have It (1986), School Daze (1988), Do the Right Thing (1989), Coffee and Cigarettes: Memphis Version (1989; curtmetratge) i Mo' Better Blues (1990).